# 중합효소

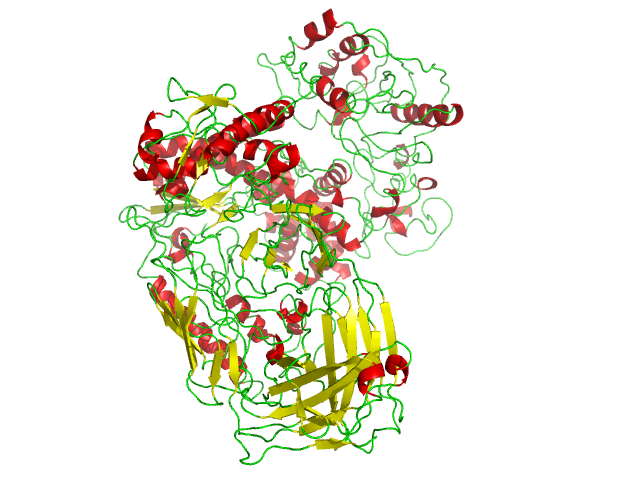
Taq DNA 중합효소의 구조

중합효소(重合酵素, 영어: polymerase)는 중합체 또는 핵산의 긴 사슬을 합성(EC 2.7.7.6/7/19/48/49)하는 효소이다. DNA 중합효소와 RNA 중합효소는 각각 염기쌍의 상호작용을 통해 DNA 주형 가닥을 복사하거나 반 사다리 복제에 의한 RNA를 복사하여 DNA와 RNA 분자를 합성하는 데 사용된다.
호열성 세균인 테르무스 아쿠아티쿠스(Thermus aquaticus) (PDB 1BGX 보관됨 2007-07-04 - 웨이백 머신, EC 2.7.7.7)의 DNA 중합효소는 분자생물학의 중요한 기술인 중합효소 연쇄 반응(PCR)에 사용된다.
중합효소는 주형 의존성이거나 주형 비의존성일 수 있다. 폴리-A-중합효소는 주형 비의존성 중합효소의 한 예이다. 말단 디옥시뉴클레오타이딜 전이효소는 주형 비의존성 활성과 주형 의존성 활성을 둘 다 가지고 있는 것으로 알려져 있다.

## 종류

### 기능에 따라
|            | DNA 중합효소                                       | RNA 중합효소                                       |
| ---------- | -------------------------------------------------- | -------------------------------------------------- |
| DNA가 주형 | DNA 의존성 DNA 중합효소 또는 일반적인 DNA 중합효소 | DNA 의존성 RNA 중합효소 또는 일반적인 RNA 중합효소 |
| RNA가 주형 | RNA 의존성 DNA 중합효소 또는 역전사 효소           | RNA 의존성 RNA 중합효소 또는 RNA 복제효소          |

- DNA 중합효소 (DNA 의존성 DNA 중합효소)
  - 패밀리 A: DNA 중합효소 I – DNA 중합효소 γ, DNA 중합효소 θ, DNA 중합효소 ν
  - 패밀리 B: DNA 중합효소 II – DNA 중합효소 α, DNA 중합효소 δ, DNA 중합효소 ε, DNA 중합효소 ζ
  - 패밀리 C: DNA 중합효소 III
  - 패밀리 X: DNA 중합효소 β, DNA 중합효소 λ, DNA 중합효소 μ
    - 말단 디옥시뉴클레오타이딜 전이효소 – 항체의 중쇄에 다양성을 부여함.[1]

  - 패밀리 Y: DNA 중합효소 IV (DinB) 및 DNA 중합효소 V (UmuD'2C) – SOS 복구 중합효소 – DNA 중합효소 η, DNA 중합효소 ι, DNA 중합효소 κ
- 역전사 효소 (RNA 의존성 DNA 중합효소)
  - 텔로머레이스
- DNA 의존성 RNA 중합효소
  - 다중 소단위체: RNA 중합효소 I, RNA 중합효소 II, RNA 중합효소 III
  - 단일 소단위체: T7 RNA 중합효소, DNA 의존성 RNA 중합효소 (미토콘드리아)
  - 프라이메이스, 프라임폴
- RNA 의존성 RNA 중합효소
  - 바이러스의 RNA 복제효소 (단일 소단위체)
  - 진핵 세포의 RNA 복제효소 (이중 소단위체)
- 주형이 없는 RNA 신장
  - 폴리아데닐화: 폴리뉴클레오타이드 아데닐릴트랜스퍼레이스, 폴리뉴클레오타이드 가인산분해효소

### 구조에 따라
중합효소는 일반적으로 "오른손 접힘" 및 "이중 프사이 베타 배럴"(종종 단순히 "이중 배럴") 접힘의 두 가지 슈퍼패밀리로 나뉜다. 전자는 거의 모든 DNA 중합효소와 바이러스 단일 소단위체 중합효소에서 발결할 수 있다. 이들은 보존된 "손바닥(palm)" 도메인으로 표시된다. 후자는 모든 다중 소단위체 RNA 중합효소, 진핵세포의 RNA 복제효소 및 고세균에서 발견되는 "패밀리 D" DNA 중합효소에서 발견할 수 있다. DNA 중합효소 베타로 대표되는 "X" 패밀리는 모호한 "손바닥(palm)" 모양만 가지고 있으며, 때때로 다른 슈퍼패밀리로 간주된다.
프라이메이스는 일반적으로 두 범주에 속하지 않는다. 세균의 프라이메이스는 일반적으로 토프림(Toprim) 도메인을 가지며, 위상이성질화효소 및 미토콘드리아의 헬리케이스의 트윙클과 관련이 있다. 고세균과 진핵생물의 프라이메이스는 서로 관련이 없는 AEP 패밀리를 형성하며, 중합효소 palm과 관련이 있을 수 있다. 그럼에도 불구하고 두 패밀리는 동일한 세트의 헬리케이스와 연관된다.

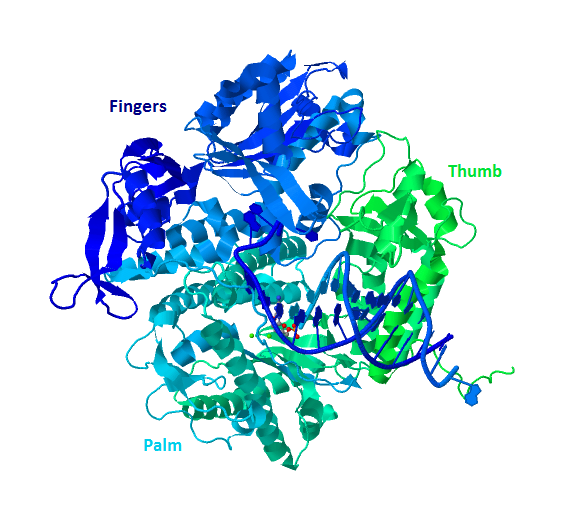
패밀리 B의 DNA 의존성 RNA 중합효소인 박테리오파지 RB69의 오른쪽 구조.

## 같이 보기
- DNA 중합효소
- RNA 중합효소
- 분자생물학의 중심원리
- 핵산외부가수분해효소
- 연결효소
- 핵산가수분해효소
- 중합효소 연쇄 반응 (PCR)
- 폴리 (ADP-리보스) 중합효소
- 역전사 중합효소 연쇄 반응
- RNA 연결효소 (ATP)